# Tetraria galpinii
Tetraria galpinii är en halvgräsart som beskrevs av Selmar Schönland och William Bertram Turrill. Tetraria galpinii ingår i släktet Tetraria och familjen halvgräs. Inga underarter finns listade i Catalogue of Life.